# أرت ريكو
أرت ريكو (بالإنجليزية: Art Rico)‏ هو لاعب كرة قاعدة أمريكي، ولد في 23 يوليو 1895 في Roxbury, Boston ‏ في الولايات المتحدة، وتوفي في 3 يناير 1919 في بوسطن في الولايات المتحدة بسبب التهاب البريتون.

## وصلات خارجية
- أرت ريكو على موقعبيزبول رفرنس.كوم (الدوري الرئيسي) (الإنجليزية)
- أرت ريكو على موقعبيزبول رفرنس.كوم (الدوري الثانوي) (الإنجليزية)
- أرت ريكو على موقع جمعية أبحاث البيسبول الأمريكية (الإنجليزية)